# Bogdan Stelea
Bogdan Gheorghe Stelea (* 5. Dezember 1967 in Bukarest) ist ein ehemaliger rumänischer Fußballtorhüter und derzeitiger -trainer. Er bestritt insgesamt 379 Spiele in der rumänischen Liga 1, der spanischen Primera División, der belgischen Eerste Klasse, der türkischen Süper Lig und der griechischen Alpha Ethniki. Als Nationalspieler nahm er an den Weltmeisterschaften 1990, 1994 und 1998 sowie an den Europameisterschaften 1996 und 2000 teil.

## Vereinskarriere
Stelea begann seine Karriere in dem Kinder- und Jugendbereich von Dinamo Bukarest, wo er am 20. November 1986 zu seinem ersten Spiel in der Divizia A kam. In der Winterpause der Saison 1991/92 wechselte er nach Spanien zu RCD Mallorca. Zur Saison 1993/94 zog es ihn nach Belgien zum Spitzenverein Standard Lüttich. Doch nach nur drei Spielen für die Lütticher wechselte er zu Beginn der Saison 1994/95 zurück in seine Heimatstadt zu Rapid Bukarest. Im Herbst 1994 verließ er Rapid wieder und ging für den Rest der Saison 1994/95 in die Türkei zu Samsunspor. Nach nur einer Saison wechselte er zurück in seine Heimat zu Steaua Bukarest.
Zur Saison 1997/98 unterschrieb Stelea beim spanischen Verein UD Salamanca. Trotz Abstiegs in die Segunda División im Jahr 1999 blieb er dem Verein treu. In der Saison 2001/02 wechselte er für die zweite Saisonhälfte auf Leihbasis zu Rapid Bukarest. Anschließend kehrte er nach Salamanca zurück und spielte dort noch bis Juli 2004. Zur Saison 2004/05 wechselte er zu seinem Stammverein Dinamo Bukarest. Zu Beginn der Saison 2005/06 spielte er für ein halbes Jahr für den griechischen Verein Akratitos Ano Liosia, ehe er diesen aus finanziellen Gründen wieder verlassen musste. Für den Rest der Saison stand er bei Oțelul Galați unter Vertrag, kam aber nicht zum Einsatz.
Im Sommer 2006 wechselte Stelea für Unirea Urziceni, das gerade in die Liga 1 aufgestiegen war. Nachdem er aufgrund von Verletzungen im ersten Jahr nur auf wenige Einsätze gekommen war, war er in der Spielzeit 2007/08 Stammspieler. Im Jahr 2008 wechselte er zum Ligakonkurrenten FC Brașov, wo er ein Jahr später im Alter von 41 Jahren seine Karriere beendete.

## Nationalmannschaft
Stelea stand zwischen 1988 und 2005 insgesamt 91 Mal im Tor der rumänischen Fußballnationalmannschaft. Mit ihr nahm er an drei Fußball-Weltmeisterschaften teil: 1990 kam er als Ersatztorwart von Silviu Lung noch nicht zum Einsatz, 1994 wurde er nach den ersten beiden Gruppenspielen durch Florin Prunea ersetzt und 1998 stand er bei sämtlichen Spielen Rumäniens im Tor. Außerdem stand er bei zwei Fußball-Europameisterschaften (1996 und 2000) im rumänischen Aufgebot.

## Trainerkarriere
Von 2009 bis zu dessen Rücktritt im Juni 2011 war Stelea Assistent von Răzvan Lucescu bei der rumänischen Nationalmannschaft. Im Sommer 2012 war er kurzzeitig Cheftrainer von Astra Giurgiu. Am 19. August 2013 löste er Emil Săndoi als Trainer der rumänischen U-21-Nationalmannschaft ab. 2014 war er kurz Cheftrainer des FC Viitorul Constanța in der Liga 1.

## Erfolge als Spieler
- WM-Teilnehmer: 1990, 1994, 1998
- EM-Teilnehmer: 1996, 2000
- Rumänischer Meister: 1990, 1992, 1996, 1997
- Rumänischer Pokalsieger: 1990, 1996, 1997, 2002, 2005

## Auszeichnungen
Am 25. März 2008 wurde Stelea vom rumänischen Staatspräsidenten Traian Băsescu für die Leistungen in der Nationalmannschaft mit dem Verdienstorden „Meritul sportiv“ III. Klasse ausgezeichnet. Er ist Verdienter Meister des Sports.

## Sonstiges
Stelea ist in zweiter Ehe verheiratet. Sein Sohn aus erster Ehe, Bogdan Stelea junior (* 1991), ist ebenfalls Fußballspieler. Er debütierte am 17. Oktober 2009 als linker Verteidiger für CS Otopeni in der Liga II. Nachdem er im Sommer 2010 zunächst ein erfolgloses Probetraining bei FC Viitorul Constanța absolviert hatte, wechselte er anschließend in die Liga III zu CS Voluntari. Seit Ende Juni 2011 spielt er bei Dinamo Bukarest II.